# Solanum toldense
Solanum toldense là loài thực vật có hoa trong họ Cà. Loài này được Matesevach & Barboza mô tả khoa học đầu tiên năm 2001.